# زانادو (تيتان)
زانادو (باللاتينية: Xanadu) (غالبًا ما تُسمى «منطقة زانادو» على الرغم من أن هذا ليس اسمها الرسمي) هي منطقة عاكسة بشكل كبير على قمر زحل تيتان. جاء اسمها من نسخة بديلة من شانجدو، العاصمة الصيفية لسلالة يوان التي أنشأها قوبلاي خان، وأصبحت مشهورة بواسطة صامويل تايلر كولريدج.

## وصلات خارجية
- Map of Titan with Xanadu and Huygens landing site visible from the Cassini–Huygens mission homepage
- Patch of Saturn's Moon Resembles Earth
- Cassini finds land on Titan Lucy Sherriff (السجل) Thursday 20 July 2006 13:36 GMT